# Руська бесіда (Буковина)
«Руська Бесіда» — перше українське громадсько-культурно-освітнє товариство на Буковині.

## Передумови
Революційні події (1848-1849) в Австрійській імперії стали початком так званої «весни народів». На цій хвилі «прокидалися» представники всіх націй, що заселяли австрійську державу. Українці, щоправда, у цьому напрямку дещо відставали від інших. Тільки в 1861 році у Львові постало товариство клубного типу Руська Бесіда. Щодо Буковини, то місцеві українці були ще більш інертними. Після смерті Лук'яна Кобилиці (1851) поступово вщух і організований ним «селянський рух». У своїй переважній більшості буковинські русини залишались неосвіченими. На середину ХІХ ст. у краї практично так і не було жодного пристойного навчального закладу з руською мовою викладання. Сільське населення все більше зволощувалось, а міське онімечувалось.

За великим рахунком у руського люду не залишалось великого вибору — «церква фактично румунська», «освіта німецька». Хоча освітні заклади з волоською мовою викладання відкривались в краї ще з кінця XVIII ст.

До честі місцевої румунської громади, то вона почала гуртуватися ще з 1848 року. Лідером «румунського руху Буковини» був Євдоксій Гурмузакі. Поряд з пробудженням національних почуттів у місцевого волоського населення, цьому рухові вдалося таки пролобіювати відокремлення Буковини від Галичини. Щоправда зазнав краху їх намір щодо приєднання краю до «переважно румунського» Семигороддя. На заваді цим планам став Єпископ Буковинський Євгеній (Гакман), який виступив категорично проти цієї ідеї.

Одним із перших національно-свідомих виступів українців на Буковині у цьому періоді було вшанування третьої річниці смерті Тараса Шевченка. З благословення Владики Євгенія українські богослови чернівецької духовної семінарії, разом з старшими гімназистами, організували 1864 року в Чернівцях, у Церкві святої Параскеви Сербської панахиду. Правив о. Ізидор (Мартинович) — катехит і учитель української мови в реальній школі [9].

У «Слові» як підсумок події було написано [8]:
|  | ...це початок пробудження Буковинської Руси... |

Водночас, завдяки старанням Владики Євгенія (з його безумовним авторитетом) вдолося дещо приборкати свавілля румунської боярської верхівки в церковних справах, теза «на Буковині румунська церква» вже не виглядала такою очевидною. Саме за часів Євгена Гакмана у «православній церкві» на Буковині почав встановлюватись паритет між русинами та волохами, в єпархії руській мові було надано офіційний статус на рівні з волоською. Все це дуже не подобалось румунській верхівці. Владику практично у відкриту почали звинувачувати у проукраїнській політиці.

1885-го року «румунський рух» на Буковині перейшов на новий якісний етап роботи — було засновано Товариство румунської культури і літератури Буковини. Тотальна румунізація краю набувала доволі загрозливого характеру. В цей же час, Владика Євгеній організовує роботу з створення першої української організації Буковини. Зокрема, він дає доручення своїм довіреним особам: протоієрею Василію (Продану) та архідиякону Теоктисту (Дроню) [8]:
|  | ...треба створити протилежне товариство...займайтися створенням «Руської Бесіди»... |

## Створення товариства
31 жовтня 1868 року представники вищого духовенства краю з числа українців зібрались у селищі Товтрах в домі місцевого священика о. Николая (Драчинського) (батька Теофіла Драчинського). У ході спілкування присутні зійшлися на тому, що інші національності (румуни, німці) краю вже мають громадські організації, що опікуються просвітництвом своїх народів, і тільки русини відстають від них. При цьому Теоктист (Дронь) висловив пропозицію створити у найкоротші терміни товариство для задоволення культурних потреб українців Буковини. Присутні одностайно підтримали ідею, а протоієрей Василій (Продан) благословив починання. Господар дому о. Николай (Драчинський) при цьому наголосив [8]:
|  | ...Я також був серед тих, хто тужив про прегнічення нашої народності і чекав дня визволення від докорів, що не маємо права бути на своїй буковинській землі.... |

Вже на другий день почали збиратися необхідні підписи.
Протягом листопада 1868-січня 1869 р.р. відбувалася підготовка до перших зборів товариства, розроблявся статут організації (за основу було взято статут львівської «Руської Бесіди»). Цю роботу, поряд з Проданом і Дронем, очолювали доктор права Л.Сахнович, професор І.Глібовицький. Активну участь брали: гімназійний професор І.Драник, ректор православного училища о. Іларій (Филипович), радники консисторії о. Коморошан та о. Прокопович.

За підписами Продана, Дроня та Сахновича бало подано заяву до крайового уряду з проханням дозволити збори української ітелігенції у січні 1869 року [8].
26 січня 1869 року в Чернівцях, в приміщенні готелю «Під золотим ягням» відбулися установчі збори, на яких було утворено товариство «Руська Бесіда». З протоколу зборів дізнаємося про те, що їх урочисто відкрив о. Василь (Продан) в присутності цісарсько-королівського комісара п. Негруша. Як щирий патріот, він зумів своєю промовою до глибини порушити серця присутніх, також, із заохочуваними промовами виступили Прокопович, Сахнович і Сидір Воробкевич. Присутніх налічувалося близько 200 осіб, — представників інтелігенції, з них 60 священнослужителів. На зборах велися дебати щодо положень статуту товариства, розробленого заздалегідь. Прийнявши зміни до деяких параграфів статут був одностайно прийнятий [9].

Крім того, було обрано керівний орган товариства — «Виділ» на чолі з головою о. Василієм (Проданом) та секретарем о. Теоктистом (Дронем). Перші ж збори товариства мали дуже сильний резонанс не тільки серед українців Буковини, але й в інших громадах краю, та за його межами, що підтверджується об'ємними статтями в «Слові», «Czernowitzer Zeitung», «Gazeta Narodova». Сидір Воробкевич з нагоди цієї події написав пісню «Чом красна Буковина…» [8].

18 лютого того ж року Статут, що складався з десяти розділів і мав 42 параграфи, місцевим Урядом було затверджено. Метою діяльності товариства визначалося піднесення просвіти і провадження товариського життя. Способами реалізації мети служили: бібліотека, видання корисних творів, періодики та саме по собі товариське спілкування [9].

Для своїх потреб товариство винаймало приміщення у різних частинах Чернівців. З відкриттям у столиці краю Руського Народного Дому організація отримала постійний осідок.

## Москвофільський період
Перше засідання «Виділу товариства» відбулося через тиждень після установчих зборів. Було вирішено видавати часопис з порадами щодо землеробства «народною мовою». Водночас, М.Коморошан запропонував також друкувати історичні статті. При цьому діяч наполягав, що мова часопису повинна бути не «народна», а «книжкова» (на зразок мови тогочасної галицької газети «Слово»). Зокрема він наголосив [8]:
|  | ...ми не маємо від народу простого учитися, але народ - від учених... |

Це був зародок майбутнього «москофільсько-народовського» конфлікту в товаристві. Суперечку владнали компромісним варіантом — історичні статті друкувати «книжковою мовою», все інше — «народною».

Вже в березні того ж року у товаристві спалахнув доволі серйозний конфлікт. Ґрунтом для нього послужило те, що о. Василій (Продан) у друкованому варіанті статуту замінив букву «с» на «сс», чого не було у рукописному варіанті, затвердженому крайовим урядом. Різниця між написанням «руська» та «русська» була не граматично-стилістична, а політична. Перший варіант використовували народовці, інший москвофіли. У зв'язку з цим представники «народовського напрямку» заявили протест, та вийшли зі складу «Виділу організації». Це й був початок розколу і затяжної кризи в товаристві [8].

Практично відразу після заснування, керівництво «Руської Бесіди» звернулось через Якова Головацького до президента «Віденського наукового округу» в Росії Помпея Батюшкова з проханням допомогти коштами, літературою тощо. Крім того, того ж року було налагоджено контакти з російським консулом в Чернівцях Назімовим, який надавав товариству матеріальну допомогу. Такі дії завдавали подвійного удару по товариству. По-перше, вони поглиблювали розкол і призводили до того, що від «Руської Бесіди» відходила значна частина місцевої інтелігенції з народовськими поглядами. По-друге, це провокувало підозри і прискіпливу увагу австрійської адміністрації, яка негативно оцінювала подібні контакти. Тотальне москвофільство також було не до душі Владиці Євгенію (Гакману). За свого життя, йому своїм опосередкованим впливом вдавалося забезпечувати паритет з «народовцяим», і не допускати повного розколу.

Оцінки діяльності «Руської Бесіди» першого («мсквофільського») періоду не є однозначними. Не можливо однозначно оцінити і особу першого керівника товариства — о. Василія (Продана). З одного боку, він фундатор товариства, яке мало на меті об'єднати українців Буковини в один цілісний організм, з іншого, — це москвофільський діяч, який намагався відкинути «усе простацьке, народне», а запровадити в українське суспільство «наукове», тобто, за його розумінням, російське. Однак Василь Продан був людиною свого часу й по-іншому мислити просто не міг. Будучи священиком, на перше місце він ставив церковні справи, вважав русинське населення краю частиною православного великоросійського народу. Все ж таки, потрібно віддати належне першому керівнику товариства «Руської Бесіди» за мужність і незбориме прагнення до утвердження товариства в умовах несприятливих суспільно-політичних обставин. Значна частина священиків відвернулися від товариства, коли побачили, що консисторія не збирається опікатися організацією, а після смерті Євгена Гакмана й переходу влади в митрополії до румунів, узагалі для служителів церкви участь у діяльності товариства була поставлена під загрозу. Попри це В.Продану вдалося вберегти «Руську бесіду» від повного занепаду.

Не менш важливу роль у товаристві першого періоду відігравали Л.Сахнович та Т.Дронь, які доклали максимум зусиль для заснування самого товариства, видання перших друкованих видань «Бесіди» тощо. Незважаючи на невисокий рівень цих видань, вони все ж сприяли зростанню національної свідомості українського населення краю. В актив Г.Онишкевичу потрібно віднести організацію читань провідних літературних та публіцистичних творів для малописьменного населення. Своєю чергою І.Глібовицький став засновником та редактором газети «Буковінская Заря», яка хоч і не була популярною серед населення краю через своє «язичіє», все ж стала першим періодичним друкованим виданням українців на Буковині [7].
Надзвичайно дружні стосунки у «Руської Бесіди» складались з представниками польської громади краю. Досить доброзичливе ставлення до проявів української активності в краї було у німців. Однозначно негативне сприйняття «руського руху» було у румунської громади. У березні 1869 року українські посли Буковинського сейму (селяни Трач і Кушнір) висунули вимогу дублювати протоколи і рішення крайового парламенту й українською мовою. Водночас, представники румунської громади (які мали більшість) у жовтні того ж року, всупереч протестам крайового президента Мирбаха та Маршалка Кохановського приймають рішення про використання в сеймі тільки німецької та румунської мов. Проти цього проголосували німецькі та польські депутати. Сучасники тих подій були переконані, що причиною подібної шовіністичної позиції було саме заснування «Руської Бесіди», що продемонструвало — «Русь на Буковині ще не вмерла». Фактично то був початок відкритого протистояння румунської боярської верхівки з українцями Буковини.

Такі дії спричинили хвилю протестів. «Руською Бесідою» в грудні того ж року було проведене головні збори, на яких було підготовлено лист-звернення до Цісаря з протестом проти знищення української мови буковинським сеймом. Але значно більшої уваги заслуговують промови учасників того зібрання. Так, Сидір Воробкевич у своєму виступі наголосив, що «румуни є братами українців по вірі, але найбільшими (політичними) ворогами», закликавши організовано протистояти їм. Визначальним був виступ авторитетного на Буковині клірика о. Сидіра (Мартиновича), який у своєму виступі відкинув всі закиди румунських шовіністичних кіл про появу українців на Буковині, наголосивши, що основним завданням «Руської Бесіди» і всієї української громади є опора на власні сили і власну працю:
|  | ...Не Москва, не чужі запомоги є нашим помічником, але власна праця над піднесенням нашого народу... |

При цьому він закликав зберігати лояльними методами рідну мову і національну самостійність. Цей виступ був апогеєм національного пробудження українців краю — голосно було заявлено те, що протягом наступних десятиліть було гаслом українського руху на Буковині [8].

## Народовський період
Зміни в «Руській Бесіді» відбулись 1884 р., коли народовці перебрали керівництво, а 1889 р. «Руська Бесіда» перетворилася на громадсько-освітню організацію, що своїм завданням мала «ширити просвіту і піднести добробут руського народу на Буковині». «Руська Бесіда» стала буковинським відповідником «Просвіти» в Галичині. Разом з тим «Руська Бесіда» була триступеневою організацією: з централею, філіями (1905—1919: Вашківці, Вижниця, Заставна, Кіцмань, Путилів, Серет, Сторожинець, Чернівцімісто, Чернівецький повіт) і читальнями (150 з 13 000 чл.).
Після перемоги народовців особливу увагу звернено на видавничу діяльність. З ініціативи і під фірмою «Руської Бесіди» з 1885 р. у Чернівцях виходили: найбільша буковинська газета «Буковина» і популярні місячні книжечки: «Бібліотека для молодежи, селян і міщанства» (1885—1894; 120 чисел), «Ластівка» (1894—1996), «Читальня» (1911—1914), «Буковинський Православний Календар» (1874—1918) та окремі книги і підручники (твори Ю. Федьковича, С. Воробкевича, «Ілюстрована Історія Буковини» М. Кордуби тощо). До 1918 р. «Руська Бесіда» видала 270 періодичних і неперіодичних книжкових видань.
«Руська Бесіда» була ініціатором заснування громадсько-культурних організацій «Міщанська Читальня» (1880 р.); з драматичної секції «Руської Бесіди» створилося Руське Драматично-Літературне Товариство (1884 р.), «Народний Дім» (1884 р.), «Руська (згодом Українська) Школа» (1887 р.), «Буковинський Вояк» (1895 р.), «Руська Каса» (1896 р.), «Жіноча громада» (1906 р.) та багато інших. Ці спеціалізовані організації перебрали на себе частину громодсько-культурних обов'язків «Руської Бесіди», а материнська організація опікувалася філіями і читальнями.
Заходами «Руської Бесіди» при Чернівецькому університеті 1875 р. створено кафедру української мови і літератури на філософському факультеті і 1899 р. кафедру практичного богословія та церковно-слов'янської мови з українською викладовою мовою на богословському факультеті.

## Період румунської окупації
Після 1918 румунська влада заборонила діяльність читалень, а важливіші завдання «Руської Бесіди» перебрали товариства «Народний Дім» і «Українська Школа» у Чернівцях. Після ліквідації Української Національної Партії 1938 р. представництво і заступництво українців на Буковині перед румунською владою перебрала «Руська Бесіда», яка знову розвинула діяльність.
В 1940 році, коли Північна Буковина була включена до складу УРСР, «Руська Бесіда», як і інші антирадянські організації, була заборонена.
Керівниками «Руської Бесіди» були майже всі визначні діячі Буковини, а її головами: о. В. Продан (1869—1878), С. Воробкевич (1878—1881), О. Калужняцький (1881—1884), Є. Пігуляк (з 1884), О. Попович, М. Івашко (1938—1940).

## Керівники
- о. Василій (Продан) (1869—1878)
- о. Сидір (Воробкевич) (1878—1881)
- Омелян Калужняцький (1881—1884)
- Єротей Пігуляк (1884—1889)
- Омелян Попович (1884—1902)
- М.Івашко (1938—1940)

## Галерея

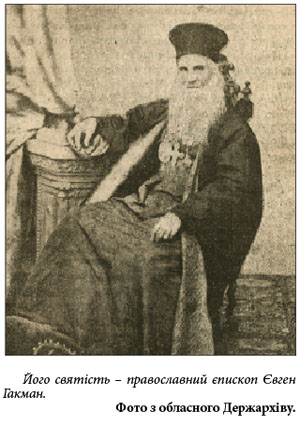
Владика Євгеній (Гакман)
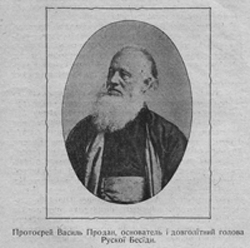
Протоієрей Василій (Продан)
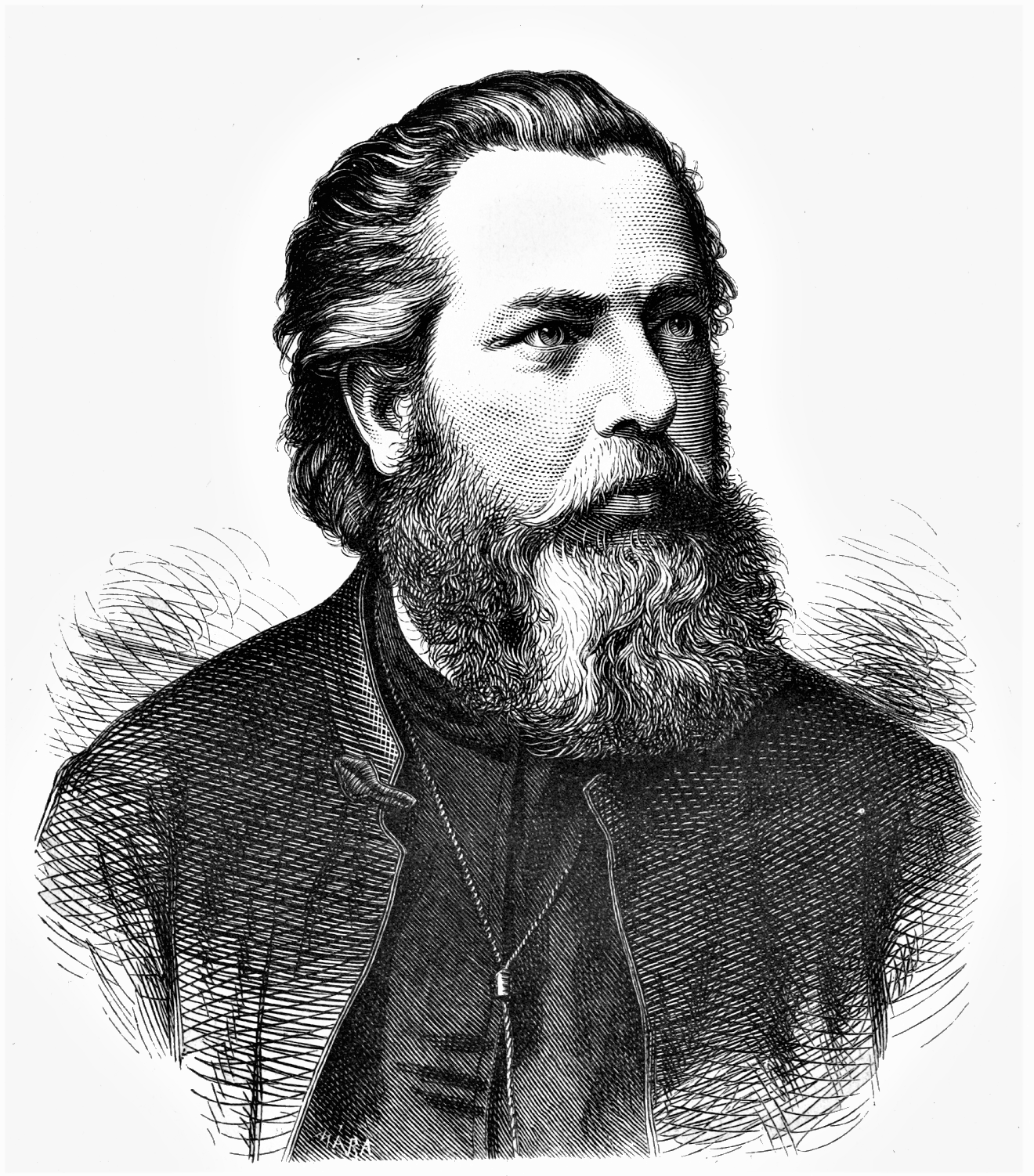
о. Сидір (Воробкевич)
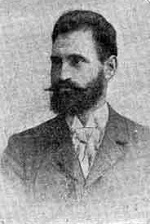
Єротей Пігуляк
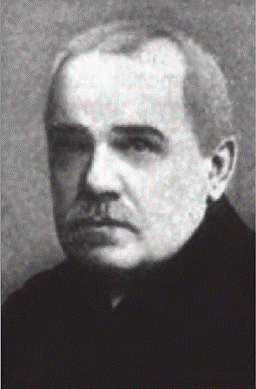
Омелян Попович